# Tetrapriocera oceanina
Tetrapriocera oceanina is een keversoort uit de familie boorkevers (Bostrichidae). De wetenschappelijke naam van de soort is voor het eerst geldig gepubliceerd in 1901 door Lesne.
De soort werd ontdekt op Nuku Hiva, een van de Marquesaseilanden.